# Маликов, Николай Максимович
Николай Максимович Маликов (род. 21 июня 1948, Москва, РСФСР, СССР) — советский и российский актёр театра и кино. Заслуженный артист Российской Федерации (2000). Брат актёра Григория Маликова.

## Биография
Актёр Государственного театра киноактера.
Профессионально занимается дубляжем.
Характерный эпизодник. Очень часто получает небольшие, бессловесные роли, иногда даже не имеет крупного плана. Тем не менее, благодаря характерной внешности Николая Маликова легко узнать практически во всех фильмах.
В начале 2000-х вёл программу «Библиомания» на Первом канале.

## Фильмография

### Роли в кино
- 1969 — Деревенский детектив — Володька Паньков, младший брат
- 1971 — Девушка из камеры № 25 — Валентин
- 1972 — На Севере, на Юге, на Востоке, на Западе — сослуживец Артура
- 1973 — Берега — эпизод
- 1973 — Иван Васильевич меняет профессию — эпизод
- 1973 — Озорные частушки — эпизод
- 1974 — Высокое звание — эпизод
- 1975 — Обретёшь в бою — Сенин
- 1975 — Победитель — Вася
- 1976 — Жить по-своему — работник завода
- 1976 — Преступление — Игорь, оперативник
- 1976 — Развлечение для старичков — Гия Шамшурия, лейтенант, инспектор ГАИ
- 1977 — Инкогнито из Петербурга — квартальный
- 1977 — Схватка в пурге — эпизод
- 1977 — Трактир на Пятницкой — милиционер
- 1978 — Голубка — милиционер
- 1978 — Иванцов, Петров, Сидоров — следователь
- 1978 — Тактика бега на длинную дистанцию — партизан, раненый в голову
- 1978 — Торговка и поэт — милиционер
- 1979 — Антарктическая повесть
- 1979 — С любовью пополам — водитель
- 1980 — Иначе нельзя — рабочий
- 1980 — Расследование — милиционер на вокзале
- 1980 — Ларец Марии Медичи — милиционер
- 1980 — Такие же, как мы! — '
- 1981 — В последнюю очередь — официант
- 1981 — Всем — спасибо! — актёр
- 1981 — Ленин в Париже — '
- 1981 — Через Гоби и Хинган
- 1981 — «Хатан-Батор» (Монголия) — П. Е. Щетинкин
- 1982 — Вокзал для двоих
- 1982 — Домой! — усатый капитан
- 1982 — Надежда и опора — Соловьёв
- 1982 — Оставить след — эпизод
- 1982 — Покровские ворота — жених
- 1982 — Чародеи — член высокой комиссии
- 1984 — Двойной обгон — сержант Иванов, инспектор ГАИ
- 1984 — Михайло Ломоносов — Василий Евдокимович Ададуров, адъюнкт
- 1984 — Победа — член советской делегации
- 1985 — Жил отважный капитан — офицер в штабе
- 1985 — Неудобный человек
- 1985 — Опасно для жизни! — работник Горэнерго
- 1985 — Полевая гвардия Мозжухина — Прохоров
- 1986 — Первый парень — посетитель Фомина
- 1986 — Перехват
- 1986 — Хорошо сидим! — майор милиции
- 1987 — Загон — сотрудник посольства
- 1987 — Ночной экипаж — милиционер
- 1987 — Раз на раз не приходится — бригадир
- 1988 — Артистка из Грибова — таксист
- 1988 — Клад — чиновник
- 1988 — Шурави
- 1989 — Закон — эпизод
- 1989 — Криминальный квартет — эпизод
- 1989 — Под куполом цирка — эпизод
- 1989 — Частный детектив, или Операция «Кооперация» — Погребнюк, член обкома
- 1990 — Место убийцы вакантно… — эпизод
- 1990 — Хомо новус
- 1991 — Небеса обетованные — эпизод
- 1993 — Бездна, круг седьмой — инспектор ГАИ
- 2000 — Дом для богатых — эпизод
- 2000 — Маросейка, 12 — человек Анисимова
- 2000 — Остановка по требованию — банкир
- 2001 — На углу, у Патриарших-2 — Ярохин, следователь
- 2001 — Под Полярной звездой — эпизод
- 2001 — Сыщики — эпизод
- 2003 — Воры и проститутки. Приз — полёт в космос — '
- 2006 — Очарование зла — Мельгунов
- 2008 — Две судьбы. 4. Новая жизнь — эпизод
- 2012 — В зоне риска — отец Александр

### Озвучивание
- 1976 — Цена счастья — Санан
- 1984 — Пожар
- 1991 — Расстанемся, пока хорошие
- 2005 — Атаман
- 2006 — В ритме танго
- 2006 — Моя любовь
- 2009 — Вольф Мессинг: видевший сквозь время
- 2010 — О чём говорят мужчины